# Larissa Franklin
Larissa Franklin (26 de marzo de 1993) es una jugadora de sóftbol canadiense.

## Trayectoria
Franklin se unió al equipo de sóftbol de Canadá en 2011, compitiendo en el Campeonato Mundial Junior Femenino WBSC 2011 en Ciudad del Cabo, Sudáfrica, donde su equipo terminó quinto. Después de unirse al equipo senior en 2013, Franklin compitió en la Copa del Mundo de Sóftbol y en el Clasificatorio de las Américas WBSC, ganando una medalla de plata con su equipo. Siguió jugando para Canadá, compitiendo en eventos internacionales como los Campeonatos del Mundo de Sóftbol Femenino WBSC de 2014, 2016 y 2018, donde ganó el bronce en los dos últimos eventos. En 2015, ella y su equipo compitieron en los Juegos Panamericanos de 2015 en Toronto, donde ganaron el oro, y en los Juegos Panamericanos de 2019 en Lima, donde ganaron la plata. En junio de 2021, Franklin fue nombrada miembro del equipo olímpico de Canadá 2020.
Franklin representó a Canadá en la Copa del Mundo de Softbol Femenino de 2024 y ganó una medalla de bronce.

## Vida personal
Franklin es abiertamente lesbiana.